# Mouvement révolutionnaire libéral
Le Mouvement révolutionnaire libéral (espagnol : Movimiento revolucionario liberal, MRL) était un mouvement politique colombien actif entre 1959 et 1967.

## Historique
Ce mouvement s'est constitué en opposition au Front national, un accord de partage du pouvoir entre les Parti libéraux et les conservateurs. Fondé en 1959[réf. nécessaire], il a été dirigé par Alfonso López Michelsen. Le MRL, regroupant des libéraux qui souhaiter faire alliance avec le Parti communiste colombien, obtient un certain succès populaire en dénonçant cet accord de partage du pouvoir et en aidant les victimes de La Violencia.
Les succès obtenus aux élections de 1960 et 1962, au cours desquelles le MRL obtient 16 représentants au Congrès et 12 sénateurs, respectivement[réf. nécessaire], permirent au MRL de se constituer comme le principal bloc d'opposition au Front national. Lors des élections présidentielles de 1962, López Michelsen obtient 624 863, soit 23,8 % des suffrages exprimés (mais ces votes ont été annulés pour la raison que, dans le cadre du Front national, seul un candidat conservateur pouvait être élus en 1962). Mais à partir de 1964, le MRL se divise entre une tendance légaliste, qui souhaite revenir vers le Parti libéral, et une tendance gauchiste qui s'inspire de la révolution cubaine. En 1967, la faction légaliste, dont López Michelsen lui-même (nommé gouverneur du Cesar, rejoint le Parti libéral, tandis que la frange castriste rejoint l'ELN[réf. nécessaire], aboutissant à la dissolution du MRL.